# Zweibrücker Warmblut
Das Zweibrücker Warmblut ist eine deutsche Pferderasse.
Hintergrundinformationen zur Pferdebewertung und -zucht finden sich unter: Exterieur, Interieur und Pferdezucht.

## Exterieur/Interieur
Der Zweibrücker ist ein robuster, physisch und psychisch belastbarer sowie fruchtbarer Warmblüter im Typ des deutschen Reitpferdes. Merkmale sind ein ausgeprägter Geschlechtstyp bei durchaus unterschiedlichem Kaliber. Erwünscht sind korrekte, fleißige, taktreine und raumgreifende Grundgangarten mit leichter „Knie-Aktion“ sowie ein geschicktes, vermögendes und überlegtes Springen, welches Gelassenheit und Intelligenz erkennen lässt. Der Zweibrücker soll unkompliziert, umgänglich, gleichzeitig einsatzfreudig, nervenstark und verlässlich sein, einen wachen, intelligenten Eindruck machen und durch sein Auftreten und Verhalten gute Charaktereigenschaften sowie ein gelassenes, ausgeglichenes Temperament erkennen lassen. Er ist rittig, vielseitig veranlagt, leistungsbereit und -fähig für Reit- und Sportzwecke jeder Art, insbesondere für die Disziplinen Dressur, Springen, Vielseitigkeit und Fahren. Alle Grundfarben kommen vor, bei einem Stockmaß von etwa 160 bis 180 cm.

## Zuchtgeschichte
Christian IV., Herzog von Pfalz-Zweibrücken, legte mit der Gründung des Landgestüts Zweibrücken den Grundstein für eine geordnete Pferdezucht in den heutigen Bundesländern Rheinland-Pfalz und Saarland. Aus den heimischen, ursprünglich vom englischen Vollblut und dem Araber geprägten Warmblutpferden gelang es, ein Reitpferd für die Kavallerie und für Kurierdienste zu züchten, welches Ende des 18. Jahrhunderts auch die Pferdezucht Trakehnens beeinflusste. Mit der Einrichtung verschiedener kleiner Rennplätze (1821 erstes offizielles Pferderennen in Zweibrücken) in der Region, blieb bis heute der Einfluss des Englischen Vollblutes auf die Zucht der Zweibrücker Rasse erhalten.
Im 19. Jahrhundert verstärkten vor allem Anglo-Normänner Hengste die Landespferdezucht für den vermehrt notwendigen Einsatz in der Landwirtschaft. Im Umzüchtungsprozess zum modernen Reitpferd erinnerte man sich nach dem Zweiten Weltkrieg zunächst der engen Beziehung zum Trakehner. Später wurden Hengste hannoverscher Abstammung bevorzugt. Heute werden in der springbetonten Pferdezucht auch Holsteiner eingesetzt.

### Zuchtorganisation
Der Pferdezuchtverband Rheinland-Pfalz-Saar hat seinen Sitz im Pferdezentrum in Standenbühl. Dort wird das Stutbuch geführt. Der Verband untergliedert sich in die beiden Bezirksverbände Rheinland-Nassau im Norden und Rheinhessen-Pfalz-Saar im Süden. Die Betreuung der Züchter geschieht in der Praxis über die örtlichen Pferdezuchtvereine, die in Kooperation mit dem Pferdezuchtverband arbeiten und die Stuten- und Fohleneintragungen organisieren.